# Parafia św. Michała Archanioła we Wszemirowie
Parafia Świętego Michała Archanioła we Wszemirowie znajduje się w dekanacie Trzebnica w archidiecezji wrocławskiej.  Jej proboszczem od 1 lipca 2024 jest ks. Ireneusz Pelka SDS. Obsługiwana przez Salwatorianów. Erygowana w 1966. Mieści się pod numerem 90. 

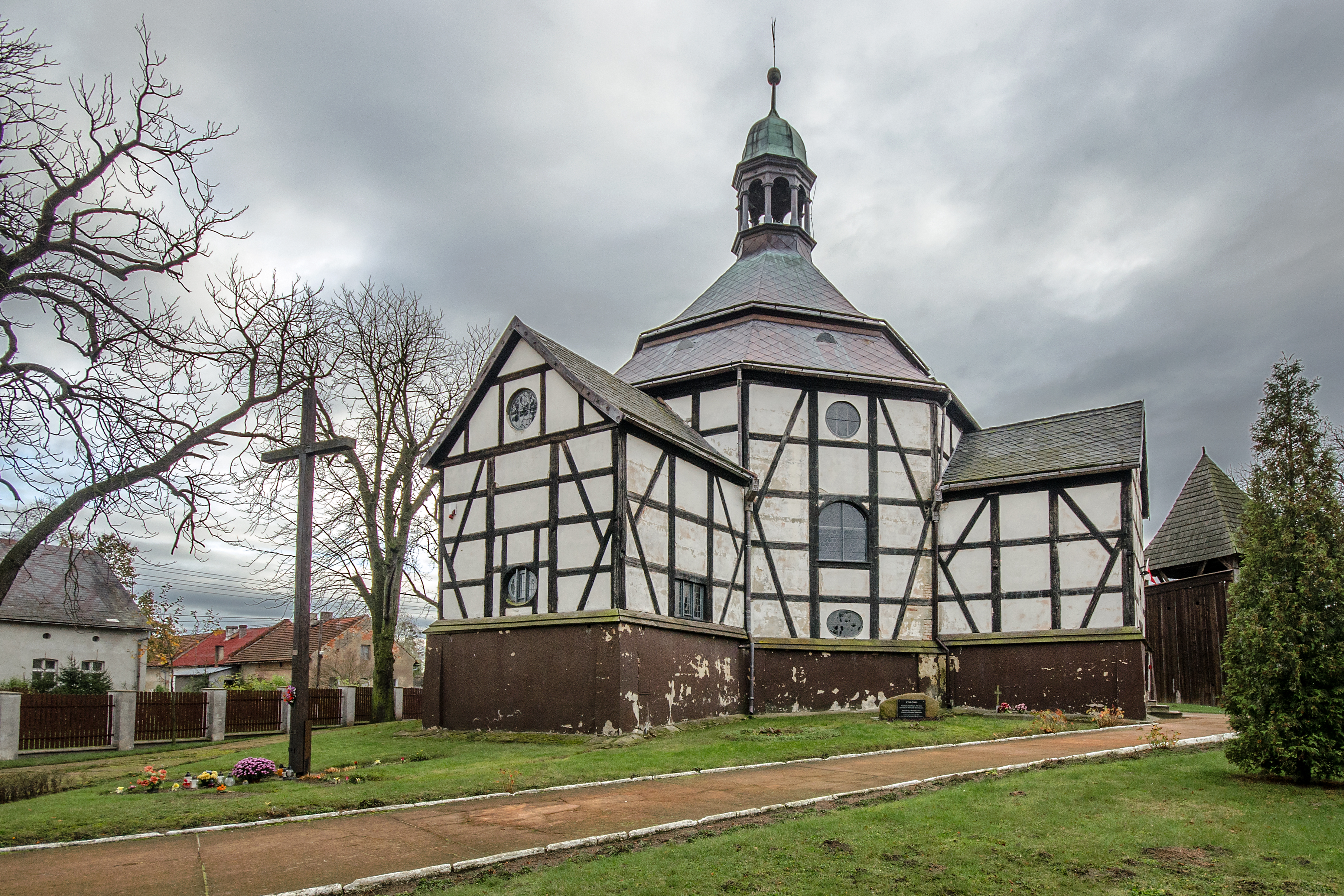
Kościół filialny św. Apostołów Piotra i Pawła w Pawłowie Trzebnickim
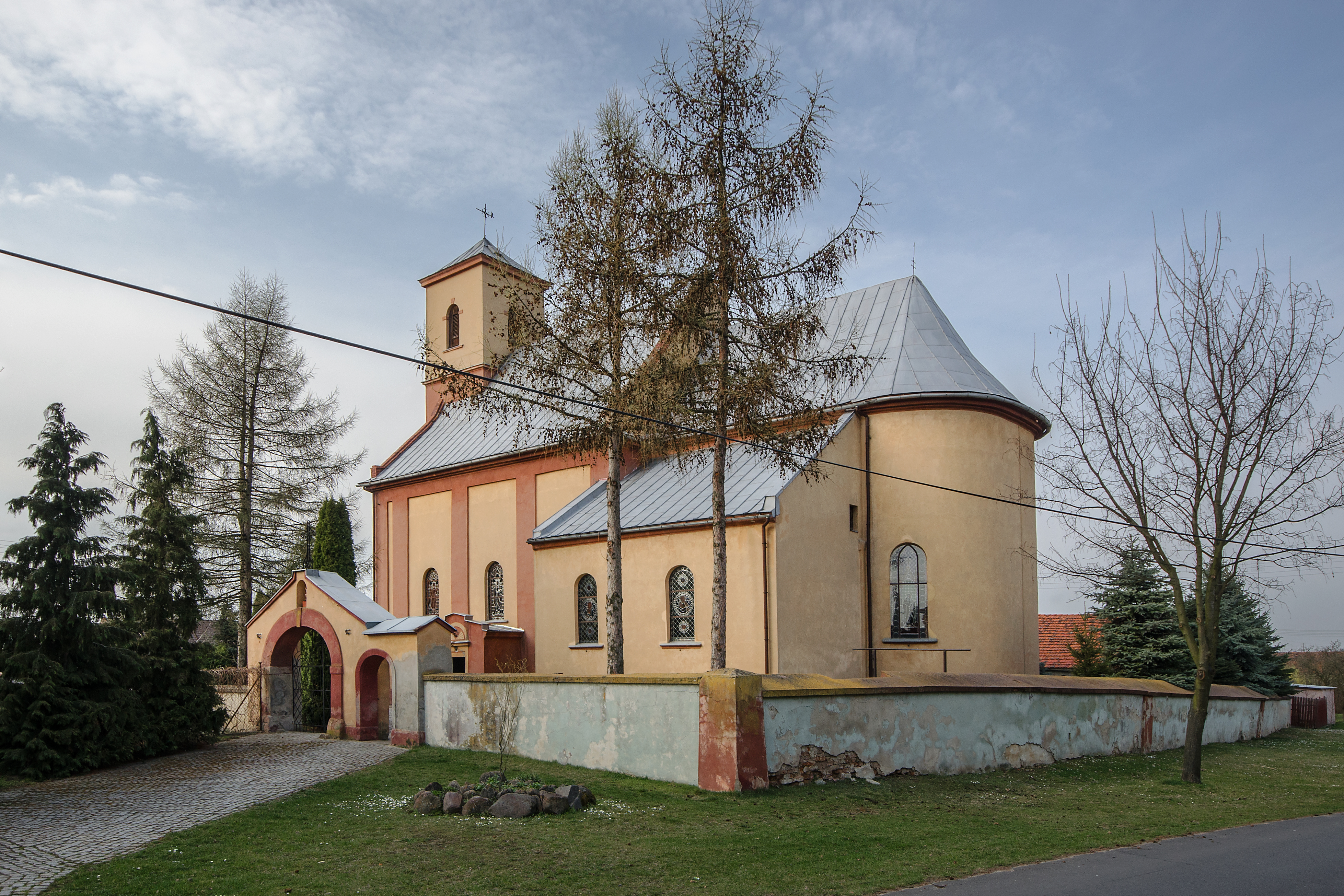
Kościół parafialny św. Michała Archanioła we Wszemirowie